# Eva May
Eva Maria Mandl (29 de mayo de 1902 – 10 de septiembre de 1924), conocida principalmente como Eva May, fue una actriz austriaca. Era hija del director de cine Joe May y de la actriz Mia May. En 1924 se suicidó con un arma de fuego.

## Biografía
Eva Maria Mandl nació el 29 de mayo de 1902, siendo hija de la actriz Mia May y del director de cine austriaco-judío Joe May. Sus padres se habían casado siete semanas antes de su nacimiento.
Mandl decidió adoptar el nombre artístico de Eva May tras hacer su primera aparición en Die geheimnisvolle Villa (1914), que fue dirigida por su padre. A partir de 1918 decidió firmar un contrato con Ring-Film GmbH, dirigida por Manfred Liebenau, quién trabajaba como director bajó el nombre artístico de Erik Lund. Lund se casó con May cuando ella tenía 16 años. Durante ese tiempo, May había hecho apariciones en Erträumtes (1918), Sadja (1918), y The Bride of the Incapacitated (1919). Lund y May habían creado su propia serie, donde May escribió los guiones. 
Durante la década de 1920, May trabajó con su padre en The Legend of Holy Simplicity (1920) y Junge Mama (1921). En privado, se decía que era difícil trabajar con Mandl, y varias veces se peleó con su padre. Eva trabajó con varios directores como Karl Grune en The Count of Charolais (1922) y Max Mack en Die Fledermaus (1923) protagonizada por Lya de Putti. Protagonizó juntó con Alfred Abel Scheine des Todes (1923), dirigida por su segundo esposo, Lothar Mendes. Las películas más famosas en las que Eva participó fueron Paganini (1923) protagonizada por Conrad Veidt, y Old Heidelberg (1923) protagonizada por Paul Hartmann. Eva hizo su última aparición en Der geheime Agent (1924). 
May se casó por tercera vez con Manfred Noa, sin embargo, el matrimonio terminó en divorcio. Después de que Fritz Mandl rechazara su compromiso, Eva May se suicidó. El año anterior, May había intentado suicidarse cortándose las venas después de que Rudolf Sieber también rompiera su compromiso con ella y se casara con la actriz Marlene Dietrich.

## Filmografía
- Die geheimnisvolle Villa (1914)
- Sadja (1918)
- The Enchanted Princess (1919)
- State Attorney Jordan (1919)
- Irrlicht (1919)
- The Fairy of Saint Ménard (1919)
- Black Pearls (1919)
- The Foolish Heart (1919)
- The Commandment of Love (1919)
- The Bride of the Incapacitated (1919)
- In the Whirl of Life (1920)
- The Legend of Holy Simplicity (1920)
- Der Henker von Sankt Marien (1920)
- Junge Mama (1921)
- The Amazon (1921)
- Der Graf von Charolais (1922)
- The Earl of Essex (1922)
- His Excellency from Madagascar (1922)
- Paganini (1923)
- Old Heidelberg (1923)
- Die Fledermaus (1923)
- Der geheime Agent (1924)